# Magelona rosea
Magelona rosea är en ringmaskart som beskrevs av Moore 1907. Magelona rosea ingår i släktet Magelona och familjen Magelonidae. Inga underarter finns listade i Catalogue of Life.